# Alba Rohrwacher
Pour les articles homonymes, voir Rohrwacher.
Alba Rohrwacher (prononciation italienne : [ˈalba rorˈvaːker]  ; prononciation allemande : [ˈalba ˈʁoːɐ̯vaxɐ]), née le 27 février 1979 à Florence (Italie), est une actrice italienne.

## Biographie
Alba Rohrwacher est la sœur de la scénariste et réalisatrice Alice Rohrwacher, de presque deux ans sa cadette avec qui elle a grandi à Florence, en Toscane, puis à Castel Giorgio, un village près de Terni en Ombrie. Sa mère, Annalisa Giulietti, est une enseignante italienne, issue d'une famille d'enseignants de Florence, et son père, Reinhard Rohrwacher, un violoniste allemand originaire de Hambourg, successivement reconverti dans l'apiculture en Ombrie.
Le couple Rohrwacher quitte Florence pour la campagne ombrienne dans les années 1980.Alba fait son lycée à Orvieto, en liceo classico (l'un des cursus lycéens italiens, axé principalement sur les sciences humaines et les lettres). Elle s'inscrit ensuite à la faculté de médecine à l'Université de Florence, où elle étudie pendant trois ans, avant de changer de voie pour devenir comédienne. En 2003, elle sort diplômée du Centro sperimentale di cinematografia de Rome.
Après quelques apparitions au théâtre, elle enchaîne les rôles au cinéma, et s'impose dans les années 2010, avec notamment son interprétation dans Amore de Luca Guadagnino, dans La Solitude des nombres premiers de Saverio Costanzo, dans La Belle endormie de Marco Bellocchio, dans Vierge sous serment de Laura Bispuri puis dans Sangue del mio sangue de Marco Bellocchio,.
Alba Rohrwacher obtient la Coupe Volpi de la meilleure actrice à la Mostra de Venise 2014 pour son rôle de femme possédée dans Hungry Hearts de Saverio Costanzo, qui est aussi son compagnon.

## Festivals
En septembre 2011, elle est membre du jury du 68e Festival de Venise, présidé par le réalisateur américain Darren Aronofsky.
En février 2016, elle fait partie du jury international des longs métrages lors du 66e Festival de Berlin, présidé par la comédienne américaine Meryl Streep.
Lors du Festival du film de Sundance 2020, elle fait partie d'un des jurys du festival pour la 36e édition.
En 2025, elle est membre du jury du 78e festival de Cannes.

## Curiosités
Alice et Alba Rohrwacher sont végétariennes depuis leur enfance. Grandir à la campagne les a sensibilisées tôt à la souffrance animale.

## Filmographie

### Actrice de cinéma

#### Longs métrages

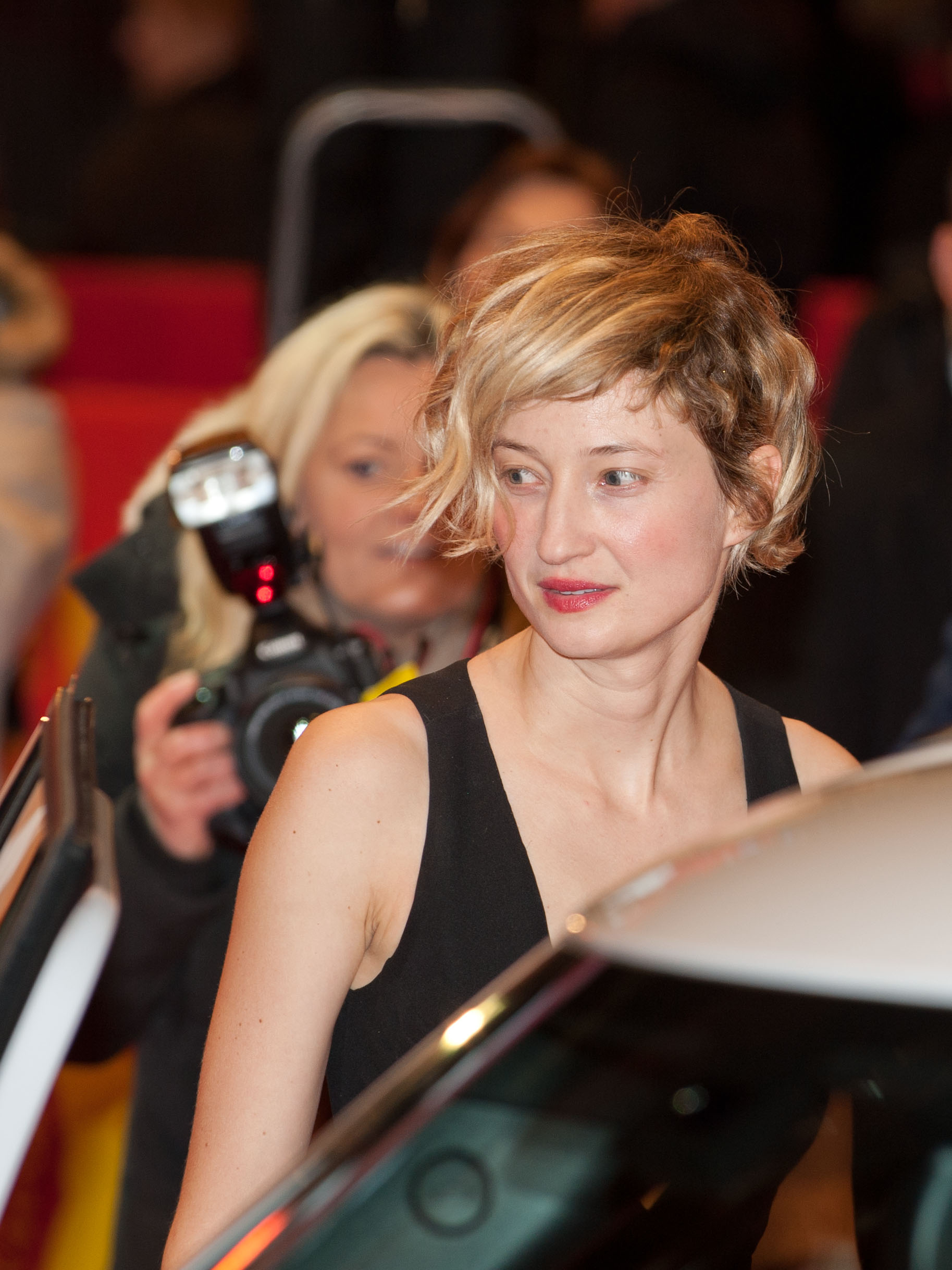
Alba Rohrwacher en janvier 2013, à la cérémonie des Prix du cinéma européen.

- 2002 : Le Sourire de ma mère (L'ora di religione: Il sorriso di mia madre) de Marco Bellocchio
- 2004 : Une romance italienne (L'amore ritrovato) de Carlo Mazzacurati : collègue de Maria
- 2005 : Kiss Me Lorena de Guglielmo Favilla et Alessandro Izzo : Elizabeth Bithume, dite « Liz »
- 2005 : Melissa P. de Luca Guadagnino : Clelia
- 2006 : Le Metteur en scène de mariages (Il regista di matrimoni) de Marco Bellocchio : l'assistante
- 2006 : 4-4-2 - Il gioco più bello del mondo, segment La donna del mister de Claudio Cupellini : Laura
- 2007 : Non c'è più niente da fare d'Emanuele Barresi et Alessandro Izzo : Letizia
- 2007 : Mon frère est fils unique (Mio fratello è figlio unico) de Daniele Luchetti : Violetta Benassi
- 2007 : Voce del verbo amore d'Andrea Manni : Eleonora
- 2007 : Piano, solo de Riccardo Milani : Marta
- 2007 : Giorni e nuvole de Silvio Soldini : Alice
- 2007 : Nelle tue mani (it) de Peter Del Monte : Carla
- 2008 : Riprendimi d'Anna Negri : Lucia
- 2008 : Caos calmo d'Antonello Grimaldi : Annalisa
- 2008 : Il papà di Giovanna de Pupi Avati : Giovanna Casali
- 2009 : In carne e ossa de Christian Angeli : Viola
- 2009 : Due partite d'Enzo Monteleone : Giulia
- 2010 : L'Homme qui viendra (L'uomo che verra) de Giorgio Diritti : Beniamina
- 2010 : Amore (Io sono l'amore) de Luca Guadagnino : Elisabetta
- 2010 : Ce que je veux de plus (Cosa voglia di più) de Silvio Soldini : Anna
- 2010 : Sorelle Mai de Marco Bellocchio : professeure Vitaliani
- 2010 : La Solitude des nombres premiers (La solitudine dei numeri primi) de Saverio Costanzo : Alice Della Roca
- 2011 : Goltzius et la Compagnie du Pélican de Peter Greenaway : Isadora
- 2011 : Missione di pace (it) de Francesco Lagi : Maria Pettariello
- 2011 : Tormenti - Film disegnato (it) de Filiberto Scarpelli (it) : Lolli (voix)
- 2012 : Glück (it) de Doris Dörrie : Irina / la prostituée
- 2012 : La Belle Endormie (Bella addormentata) de Marco Bellocchio : Maria
- 2012 : Il comandante e la cicogna (it) de Silvio Soldini : Diana
- 2013 : Palerme (Via Castellana Bandiera) d'Emma Dante : Clara
- 2014 : Les Merveilles (Le meraviglie) d'Alice Rohrwacher : Angelica
- 2014 : Hungry Hearts de Saverio Costanzo : Mina
- 2015 : Vierge sous serment (Vergine giurata) de Laura Bispuri : Hana/Mark
- 2015 : Tale of Tales (Il racconto dei racconti) de Matteo Garrone : une artiste de cirque
- 2015 : Taj Mahal de Nicolas Saada : Giovanna
- 2015 : Viva la sposa d'Ascanio Celestini : Sofia
- 2015 : Sangue del mio sangue de Marco Bellocchio : Maria Perletti
- 2016 : Perfetti sconosciuti de Paolo Genovese : Bianca
- 2016 : L'Ami, François d'Assise et ses frères de Renaud Fély et Arnaud Louvet : Claire d'Assise
- 2017 : La Mécanique de l'ombre de Thomas Kruithof : Sara
- 2017 : Les Fantômes d'Ismaël d'Arnaud Desplechin : Arielle / Faunia
- 2017 : The Place de Paolo Genovese : Sœur Chiara
- 2018 : Ma fille (Figlia mia) de Laura Bispuri : Angelica
- 2018 : Heureux comme Lazzaro (Lazzaro felice) d'Alice Rohrwacher : Antonia
- 2018 : Troppa grazia de Gianni Zanasi : Lucia
- 2018 : Angelo (de) de Markus Schleinzer : la comtesse
- 2019 : Hellhole de Bas Devos : Alba
- 2019 : Magari de Ginevra Elkann : Benedetta
- 2020 : Last Words de Jonathan Nossiter : Anna
- 2020 : Sous le ciel d'Alice de Chloé Mazlo : Alice
- 2020 : Les Liens qui nous unissent (Lacci) de Daniele Luchetti : Vanda dans les années 1980
- 2021 : Tre piani de Nanni Moretti : Monica
- 2021 : Il paradiso del pavone (it) de Laura Bispuri : Adelina
- 2021 : The Lost Daughter de Maggie Gyllenhaal : la promeneuse
- 2022 : Marcel ! de Jasmine Trinca : la mère

- 2023 : Mi fanno male i capelli de Roberta Torre : Monica
- 2023 : La Chimère (La chimera) d'Alice Rohrwacher : Spartaco, trafiquante d'antiquités
- 2023 : Te l'avevo detto de Ginevra Elkann : Caterina
- 2023 : Vers un avenir radieux (Il sol dell'avvenire) de Nanni Moretti : elle-même
- 2023 : Finalmente l'alba de Saverio Costanzo : Alida Valli
- 2024 : Hors-saison de Stéphane Brizé : Alice
- 2024 : Maria de Pablo Larraín : Bruna Lupoli

#### Courts métrages
- 2004 : The Screen de Valerio Rocco Orlando : Isa
- 2004 : Tre bugie d'Eros Achiardi
- 2005 : Fare bene mikles de Christian Angeli : Maria
- 2006 : Ultravioletto de Valentina Bertuzzi : la fille
- 2007 : Part deux de Luca Guadagnino : Elle
- 2009 : La seconda famiglia d'Alberto Dall'Ara : Margherita
- 2010 : Diarchia de Ferdinando Cito Filomarino : la jeune fille
- 2013 : Con il fiato sospeso de Costanza Quatriglio : Stella
- 2015 : Miu Miu Women's Tales (collection) : De djess d'elle-même : Divina
- 2019 : The Staggering Girl de Luca Guadagnino : Vera
- 2020 : Being My Mom de Jasmine Trinca
- 2022 : Le pupille d'Alice Rohrwacher : Mère supérieure Fioralba
- 2024 : Il rione de Tania Scalercio : Elena Greco

### Actrice de télévision
- 2007 : Il pirata - Marco Pantani (téléfilm) de Claudio Bonivento
- 2007 : Maria Montessori : Une vie au service des enfants (Maria Montessori: una vita per i bambini) (téléfilm) de Gianluca Maria Tavarelli : Anna
- 2014 : Ferite a morte d'Andrea Cairoli (téléfilm documentaire) : narratrice
- 2015 : In Treatment (série télévisée, saison 2) de Saverio Costanzo : Lavinia
- 2018 : Il miracolo (série télévisée) de Niccolò Ammaniti : Sandra
- 2018-2024 : L'Amie prodigieuse (L'amica geniale) (série télévisée) de Saverio Costanzo : Elena Greco, narratrice

## Distinctions
- David di Donatello de la meilleure actrice dans un second rôle en 2008 pour Giorni e nuvole
- David di Donatello de la meilleure actrice principale en 2009 pour Il papà di Giovanna
- Globe d'or de la meilleure actrice - révélation en 2009 pour Il papà di Giovanna
- Ruban d'argent de la meilleure actrice en 2011 pour La Solitude des nombres premiers
- Mostra de Venise 2014 : Coupe Volpi de la meilleure actrice pour Hungry Hearts de Saverio Costanzo
- Globe d'or de la meilleure actrice en 2015 pour Hungry Hearts